# ФК Галиполи
ФК Галиполи е футболен клуб, създаден от белогвардейски емигранти през 1920 г. В началото на 20-те години клубът играе поредица от приятелски мачове с български отбори, а голяма част от футболистите му са едни от първите чужденци в българския футбол.

## История
Отборът възниква на базата на Първи армейски корпус на генерал Александър Кутепов, който през ноември 1920 г. се разполага в град Галиполи в Османската империя. През лятото и есента на 1921 г. част от корпуса се изнася в България и се установява във Велико Търново. Сред приятелските мачове, които играе отборът, са победа с 4:0 и равенство 3:3 със Сокол (Харманли), победи с 1:0 през 1921 г., победа с 4:2 и загуба с 0:2 от Левски (София) през 1922 г., победа с 11:1 над Владислав (Варна).
През 1923 г. клубът се премества в Русе и става част от Русенския спортен съюз. От този сезон обаче са известни само частични резултати. Скоро след това ядрото на отбора емигрира в Чехословакия и доста от играчите на Галиполи носят екипа и на Рус (Прага).

## Влияние в българския футбол
Много от футболистите на Галиполи заиграват в български клубове. Софийският ФК 13 привлича бившите национали на Руската империя Александър Мартинов и Григорий Бохемски.
Защитникът Михаил Борисов става първият в историята треньор на Левски (София). Той налага множество млади играчи и печели Купата на София през сезон 1922/23. Борисов дори е предложен за национален селекционер, но кандидатурата му отпада.
В отбора на Сава (Русе) един от водещите играчи е левият халф Валя Рибак. През 1923 г. той става и част от ръководството на Русенския спортен съюз като завеждащ спорта, както и част от спортната комисия на Сава.
В България играят още бекът Дубейтис (Кракра (Перник)), вратарят Марченко и лявото крило Всеволод Кузнецов(Напредък (Русе)), вратарят Юрий Сурин и Василий Смирнов в ОСК Слава.
Следа оставят и футболисти от Бялата емиграция, които не са играли за Галиполи. Братът на писателя Михаил Булгаков Иван е част от Владислав (Варна) в продължение на 8 сезона, като печели две шампионски титли на България. Записва над 100 мача за Владислав Фридрих Клюд играе за ФК 13, а освен това става реномиран съдия и е първият натурализиран футболист в националния отбор на България.

## Мачове срещу български отбори
| Приятелски мач 26 май 1920 | ФК 13 | ?:? | ФК Галиполи | София    |  |
|                            |       |     |             | Съдия: ? |  |

| Приятелски мач 1921 | Левски (София) | 0:1 | ФК Галиполи | София    |  |
|                     |                |     |             | Съдия: ? |  |

| Приятелски мач 1921 | Сокол (Харманли) | 0:4 | ФК Галиполи | Харманли |  |
|                     |                  |     |             | Съдия: ? |  |

| Приятелски мач 1922 | Сокол (Харманли) | 3:3 | ФК Галиполи | Харманли |  |
|                     |                  |     |             | Съдия: ? |  |

| Приятелски мач март 1922 г. | Владислав (Варна) | 1:11 | ФК Галиполи | Варна    |  |
|                             | Кръстю Петров     |      |             | Съдия: ? |  |

| Приятелски мач пролетта на 1922 г. | Левски (София) | 2:0 | ФК Галиполи | София    |  |
|                                    |                |     |             | Съдия: ? |  |

| Приятелски мач 28 април 1922 г. | Левски (София) | 2:4 | ФК Галиполи | София    |  |
|                                 |                |     |             | Съдия: ? |  |

| Приятелски мач 2 май 1922 г. | Славия (София)                            | 4:0 | ФК Галиполи | София                           |  |
| 17:00                        | Вл. Цветков – 2 Гр. Стоянов Т. Владимиров |     |             | Стадион: игрище „Юнак“ Съдия: ? |  |

## Известни футболисти
- Григорий Бохемски
- Александър Мартинов
- Валя Рибак
- Юрий Сурин
- Михаил Борисов
- Николай Кучумов
- Вадим Балдин